# Portus Misenus
Portus Misenus va ser una estació naval romana situada a la badia de Nàpols, al Misenum Promontorium. Des d'allà, l'armada romana, la Classis Misenensis, defensava la mar Tirrena.
La primera vegada que es va establir aquesta base naval va ser l'any 27 aC i la va organitzar Marc Vipsani Agripa, la mà dreta de l'emperador August. De fet, va tenir un paper important durant la lluita entre Octavi i Sext Pompeu. La instal·lació de la base naval va originar l'aparició de la ciutat de Misenum, un municipi romà que tenia a més la categoria de colònia.
Plini el Vell va ser el prefecte a càrrec de la flota naval de Misenum l'any 79, en l'època de l'erupció del Vesuvi, visible a través de la badia. Quan es va iniciar l'erupció, Plini va salpar per veure si era possible organitzar un rescat, i va morir per culpa del volcà. El relat de la seva mort l'explica el seu nebot Plini el Jove, que va residir també a Misenum en aquell temps, i des d'on va observar l'erupció.
És la moderna Porto de Miseno. La vil·la que hi tenia Luci Licini Lucul·le és probablement Casaluce, i el teatre és al lloc de la moderna Il Forno.